# Iron Lion Zion
«Iron Lion Zion» — композиция, записанная в 1973 или 1974 году регги-исполнителем Бобом Марли, впервые выпущенная после смерти музыканта на бокс-сете Songs of Freedom в мае 1992 года и занявшая 5-ю позицию в UK Singles Chart. Ремикшированная версия песни была выпущена отдельным синглом и позже вошла в сборник Natural Mystic: The Legend Lives On.
Песня описывает религиозные убеждения растафари: Zion — Зайон — «земля обетованная» (подразумевается территория современной Эфиопии), Lion — Лев Иуды.
«Iron Lion Zion» используется в качестве победной песни футбольного клуба Реал Солт-Лейк.

## Список композиций
Вся музыка написана Бобом Марли.
| №                   | Название                               | Длительность |
| ------------------- | -------------------------------------- | ------------ |
| 1.                  | «Iron Lion Zion (7" Mix)»              | 3:23         |
| 2.                  | «Smile Jamaica»                        | 3:12         |
| 3.                  | «Three Little Birds (Alternative Mix)» | 2:56         |
| 4.                  | «Iron Lion Zion (12" Mix)»             | 7:04         |
| Общая длительность: | Общая длительность:                    | 16:36        |